# Bisdom San Francisco

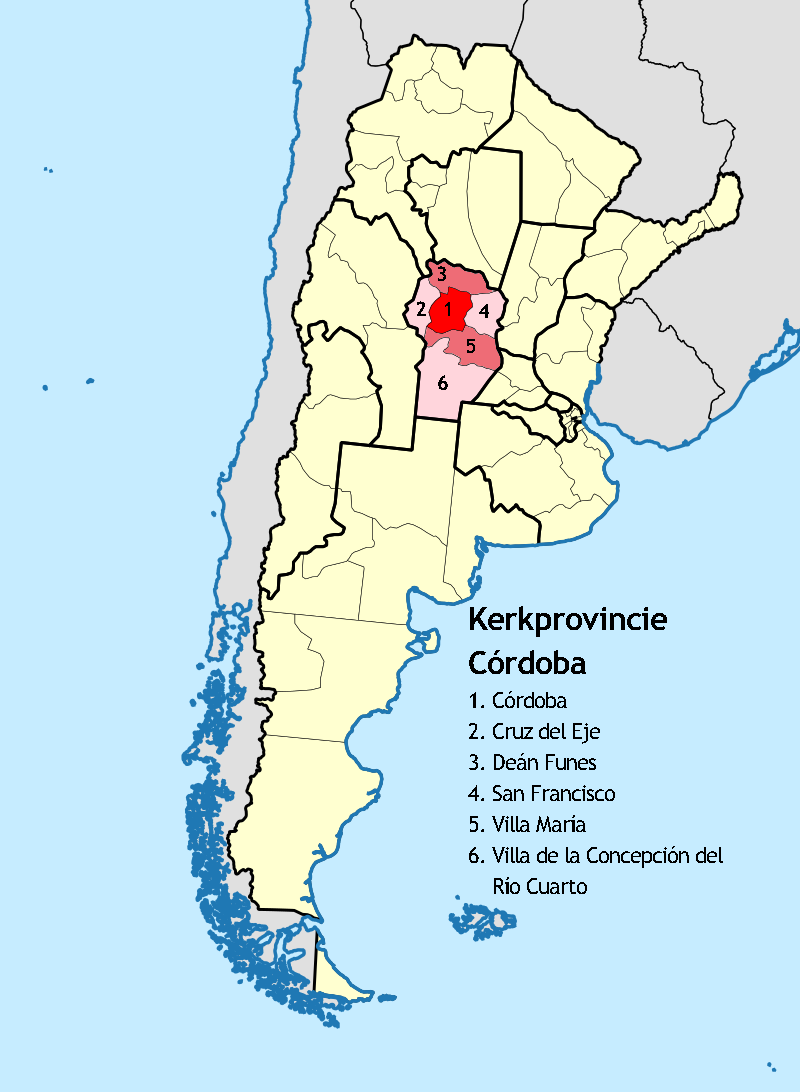
Het bisdom (4) binnen de kerkprovincie Córdoba

Het bisdom San Francisco (Latijn: Dioecesis Franciscopolitana) is een rooms-katholiek bisdom met als zetel San Francisco in Argentinië. Het bisdom is suffragaan aan het aartsbisdom Córdoba. Het bisdom werd opgericht in 1961.
In 2020 telde het bisdom 30 parochies. Het bisdom heeft een oppervlakte van 19.611 km2 en telde in 2020 245.000 inwoners waarvan 95,8% rooms-katholiek waren. 

## Bisschoppen
- Pedro Reginaldo Lira (1961-1965)
- Agustín Adolfo Herrera (1965-1988)
- Baldomero Carlos Martini (1988-2004)
- Carlos José Tissera (2004-2011)
- Sergio Osvaldo Buenanueva (2013-)

Córdoba (aartsbisdom) · Cruz del Eje · Deán Funes (territoriale prelatuur) · San Francisco · Villa de la Concepción del Río Cuarto · Villa María